# Neolecanium amazonensis
Neolecanium amazonensis är en insektsart som beskrevs av Imré Foldi 1988. Neolecanium amazonensis ingår i släktet Neolecanium och familjen skålsköldlöss. Inga underarter finns listade i Catalogue of Life.